# Наталівка (Гребінківська міська громада)
Ната́лівка — село в Україні, у Гребінківській міській громаді Лубенського району Полтавської області. Населення становить 242 осіб. До 2020 року орган місцевого самоврядування — Наталівська сільська рада.

## Географія
Село Наталівка розташоване на правому березі річки Гнила Оржиця, вище за течією примикає село Олексіївка, нижче за течією на відстані 1,5 км розташоване село Новодар, на протилежному березі — село Кулажинці. Селом протікає пересихаючий струмок з загатою.

## Історія
Село Наталівка, разом з Теплівкою, Олексіївкою і Смотриками, заснована Тепловим Григорієм Миколайовичем у 1740 році. До них він приєднав хутір Сурмачівка, який існував уже до цього, і створив так звану Теплівську економію.
Григорій Теплов, син опалювача Олександро-Невської лаври в Петербурзі, одержав початкову освіту в монастирі, а потім учився у Петербурзькій семінарії. За протекцією архієпископа Феофана Прокоповича Григорія Теплова, як обдарованого юнака, направили за кордон, де він вдосконалював свої звання мов латинської, французької та німецької і придбав ґрунтовні знання з ботаніки.
Фаворит цариці Єлизавети Петрівни Олексій Розумовський, відправляючи свого брата Кирила за кордон для одержання там освіти, приставив до нього Григорія Теплова наставником. З 1743 по 1761 роки він був наставником графа Кирила Розумовського.
У 1751 році вони разом поїхали у Малоросію, гетьманом якої став Кирило Разумовський. Григорій Теплов, який був правителем гетьманської канцелярії, а фактично він був правителем не тільки канцелярії. Можливості в земельних та інших придбаннях у нього тут були необмеженими, він придбавав землі в Козелецькому, Остерському, Переяславському, Пирятинському і інших повітах.
У Пирятинському повіті він придбав землю у Свічок, у багатого козака Уса та в Михайлівському монастирі, що біля села Журавки і створив Теплівську економію. Як це придбання здійснювалося, згодом розповідали нащадки козака Уса: «Во время какой-то прогулки или поездки в гости Теплов подкатил к хате Уса на шестерке белых лошадей и, приказав позвать его к себе, сам предложил ему уступить свои поля. Ус молча стоял перед знатным паном, снявши шапку.
|  | Григорий Теплов бросил ему в шапку кошелек с деньгами. Ус угрюмо ответил: «На що мені гроші? Земля батьківська, не хочу», и 6росив кошелек в зкипаж, ушел в хату. Теплов уехал, а на другой день, когда Ус вышел с работниками на поле сеять, явились козаки от Теплова и разогнали их, заявив, что зто поле Теплова. Ус долго усом крутил, да ничего уже сделать не мог, ибо и сын его, служивший в Лубнах в полковой канцелярии, заявил, что от Теплова нельзя ждать добра. Так и пропала «батькивщина». (рос.) |

Мабуть, таким же чином була відібрана земля і у Свічок, якщо вони не здогадалися самі подарувати цю землю «ясновельможному панові Теплову, як це робили інші «здогадливі» пани. Наприклад, Яків Андрійович Маркович 21 жовтня 1760 року у своєму «Щоденникові» записав: «Дворик свой на Веригине (в м. Глухів, у той час столиці Малоросії) поблизу двора Теплова, купленный у есаула компанейского, уступил безденежно стат советнику Теплову».
Заснування сіл Теплівської економії припадає на середину 1750-х років. В селі Теплівці був побудований прекрасний палац і інші садибні побудови, які були виконані в вищій мірі художньо в архітектурному відношенні. Одно із населених місць, заснованих на цій землі, Теплов назвав Наталівкою, мабуть, на честь своєї дочки Наталії. За переписом 1767 року в хуторі Наталівці налічувалося 41 бездвірних хат.
У кожній хаті проживала сім'я, яка сюди прийшла із інших місць. Серед них:
- Дрингаленко (Дрингаль) Лазар, уродженець с. Кулажинець, тут живе 9 років;
- Сердюченко (Сердюк) Яків, уродженець с. Кейбалівки Яблунівської сотні, звання козацького, тут живе 4 роки;
- Верченко (Вирченко) Стефан, уродженець с. Чернецького Ніжинського полку, тут живе 2 роки;
- Дмитренко Дмитро, уродженець с. Вечірок, Пирятинської сотні, звання козацького, тут живе 4 роки.

У 1761 році Григорій Теплов виїхав із Малоросії до Петербургу, де разом з Орловим і іншими прихильниками Катерини сприяв державному переворотові (1762). Вірність Теплова була щедро нагороджена Катериною II: він став одним із головних діячів у власному кабінеті імператриці, у 1767 році одержав чин таємного радника (який дорівнювався військовому чинові генерал-лейтенанта), а 1773 року йому було наділено 1149 десятин землі біля Петербургу.
Помер Григорій Теплов 1779 року і похований в Олександро-Невській лаврі. Він залишив велику спадщину — маєтки у різних місцях Російської імперії — своїй дружині Мотроні Герасимівні, яка була двоюрідною племінницею гетьмана Кирила Розумовського), синові Олексію дістались: Теплівська економія у Пирятинському повіті і велика маєтність на Орловщині — село Молодово Карачевського повіту, де був великий кам'яний будинок із великим архівом і чудовою бібліотекою.
У 1787 році хутір Наталівський був записаний за лейб-гвардії Ізмаїлівського полку капітаном Олексієм Тепловим, сином Григорія Миколайовича. 28 квітня 1793 року бригадир (генеральське військове звання) Олексій Григорович Теплов продав таємному радникові графу Завадовському Петрові Васильовичу Теплівську економію, у тім числі хутір Наталівку.
Завадовський П. В. був першим міністром народної освіти з Росії (1802—1810), помер — 1812 році і Теплівська економія дісталась його синові Олександрові Петровичу Завадовському, який з родиною оселився в селі Теплівка у триповерховому кам'яному палаці (до нього ні його батьки, ні Теплови тут не жили). Завадовські заборгували полковникові Понятовському Йосипові Гнатовичу велику суму грошей, термін повернення боргу давно вже сплив, а боржники не повертали його. Справа була передана до суду, який десь близько 1830 року присудив Теплівську економію Понятовському Й. І. Син останнього, Август Йосипович, 28 липня 1847 року продав Теплівську економію ротмістрові Долгорукову Михайлові Михайловичу. При ньому в Наталівці був збудований цукровий завод. У звіті Пирятинського повітового керівництва за 1857—1859 роки записано, що «цукровий завод в Наталівці, який належить князю Долгорукову, заснований у 1851 році, а з 1853 року — перебудований». Його енергетика складалася з чотирьох паровиків по 40 кінських сил кожний, та п'яти парових машин — дві по 10 к. с., одна — 40 к. с., одна — 16 к. с. і одна — 3 к. с. У 1863 році в газеті «Полтавские губернские ведомости» повідомлялось: рос. «Среди трех значительных сахарных заводов значился сахарный завод в деревне Наталовке ротмистра князя Михаила Долгорукова, находящегося в аренде у купца Небученова; в 1860—1861 гг. выделано на нем сахарного песку 7320 пудов, а в 1861—1862 гг. — до 6216 пудов. Зто единственный сахарный завод в Пирятинском уезде».
У 1899 році, в тижневику Полтавського сільськогосподарського товариства «Хуторянин», була надрукована стаття добродія В. Василенка «Несладкие думи о сахарном деле», у якій зазначено: рос. «В 1846 г. в Полтавской губернии было 16 свеклосахарных заводов, а в 1862 г. их было уже 20. В числе значительнейших фигурировал на первом месте завод в с. Старом Переяславского уезда, существующий и теперь. За ним следовал завод в деревне Наталовке Пирятинского уезда, но от него до наших дней сохранилась среди развалин лишь огромная заводская труба».
Надалі автор висловлює своє бачення причини закриття деяких цукрових заводів: рос. «С уничтожением крепостного права прекратили своё существование державшиеся на даровом труде многочисленние фабрики и заводы, преимущественно сельскохозяйственного характера. Не избежали этой участи и сахарные заводы».
У 1916 році місцевий історик Аполлон Заліський в своєму нарисі «Малютинці» (народився 1862 року і виріс в селі Малютинці) писав: рос. «Князь Долгоруков выстроил очень большой сахарный завод на берегу реки Оржицы против с. Кулажинец (один із старожилів говорив, що цукровий завод був розташований за південно-західною околицею Наталівки, де згодом був хутір Обзов), который был устроен по последнему слову техники и должен был отапливаться торфом. Проте торф виявився непридатним, а завод після цього, як спалив увесь дубовий ліс, який знаходився біля нього, припинив виробництво цукора. Всі машини знищені, а висока труба простояла до кінця ХІХ століття.
Початок господарювання Долгорукова М. М.  в Теплівській економії був успішний: у 1849 році тут був найбільший у Пирятинському повіті завод тонкорунного вівчарства, який налічував 14222 голови овець, у 1851 році був збудований цукровий завод, але згодом господарські справи стали погіршуватися. У 1856 році планувався приїзд у ці місця російського імператора Олександра II для огляду військ і вирішено було розмістити його і його свиту в прекрасному теплівському палаці.
Із казни була відпущена значна сума грошей на опорядження теплівського палацу, провізію ж для государя, його свити і гостей збирали зі всього Пирятинського повіту. Мабуть, кепські справи були у Долгорукових, володарів майже 10 тисяч десятин землі, якщо не змогли взяти на себе всі ці витрати. Справа в тому, що дружина Михайла Михайловича Віра Гаврилівна Долгорукова (до шлюбу Вишнівська), рідна сестра знаменитої в гой час київської красуні Софії Гаврилівни Писарєвої, постійно проживала у Парижі і витрачала там всі прибутки і позички.
Після огляду військ Олександр II виїхав, а в теплівському палаці ще десяток днів продовжувалися бенкети. Під час проводів останніх гостей палац загорівся (упала свічка із канделябра, а оскільки всі були зайняті проводами гостей, то ніхто не помітив цього, загорілись гардини, і невдовзі вогонь охопив весь будинок) і через те, що не було ніяких протипожежних пристроїв, палац вигорів повністю. Це сталося наприкінці літа 1856 року.
Селянська реформа 1861 року впроваджувалась в Наталівці ще за часів князя Долгорукових. У Наталівці по 10-му переписові населення (1859) налічувалось 203 душі чоловічої статі (у викупних документах вони іменувались ревізькими душами, за якими і велися всі розрахунки), та 4 душі чоловічої статі, які після перепису прийшли сюди із інших місць. Всього мали право на земельні наділи 207 душ чоловічої статі.
У травні 1850 року Михайло Михайлович і Віра Гаврилівна Долгорукови були оголошені неспроможними боржниками. Про Долгорукових писав М. В. Стороженко в своєму труді «З мого життя»:
|  | ...біля Теплівки в селі Наталівка маячить димар від цукроварні, що збудовано було її колись князем Михайлом Михайловичем Долгоруким, батьком княгині Катерини Михайлівни Юр'євської, другої жінки царя Олександра II. Отой Долгорукий наприкінці свого життя зробився гірким п'яницею, протурив усе своє майно та помер у злиднях у свого лакея Івана Рубця, що набув собі з князівських маєтностей хуторець із 200 десятин... |

У 1876 році, після смерті подружжя Долгорукових, Полтавський окружний суд оголосив продаж їх маєтків. Теплівську економію з публічного торгу 3 листопада 1876 року придбав полковник Штігліц Федір Борисович, після смерті якого, у 1886 році, вона перейшла до його сина статського радника Бориса Федоровича.
Наприкінці XIX століття господарські справи власників Теплівської економії Штігліців погіршали, був оголошений її продаж. Цього разу вона була продана не як одно ціле. Землю купували поміщики, козаки і селяни. Поміщицьку садибу в с. Теплівці в 1892 р. за 13667 крб. купило Пирятинське земство для лікарні. Наталівські поміщицькі землі були куплені заможними селянами Наталівки, козаками і селянами з інших сіл. На цих землях з введенням в дію Столипінської аграрної реформи 1906 року було створено багато хуторів.
У Наталівці складались умови для швидкого росту населення: в період реформи 1861 року селяни одержали максимальні подушні наділи, а при розпродажі Штігліцьких володінь з'явилась можливість добавить до цих наділів іще трохи землі. І мабуть, із Наталівки менше, чим із інших сіл Пирятинщини від'їжджало переселенців в Сибір, на Далекий Схід, куди змушені були переселятись до революції багато малоземельних селян Полтавщини.
Швидкий ріст населення продовжувався і при радянській владі до колективізації 1930 року. Під час колективізації частина заможних селян була «розкуркулена» і вивезена в північні райони радянської держави. Інші селяни самі виїхали в різні місця, рятуючись від репресій. Мабуть, багато життів забрав і голодомор 1932-1933 років. Багато життів забрала і війна: не повернулося із війни 60 душ. В період окупації вивезено на роботи до Німеччини 108 жителів Наталівки. Цікаво, що в матеріалах перепису населення 1939 року відображено поділ села на частини: хутір Могилів, с. Наталівка, хутір Новоселівка, хутір Обзов.
Хутір Могилів був ще не зовсім ліквідований, там залишалось ще 27 жителів. Наталівка і Обзов — це старі частини села. В Обзові чи біля нього в свій час був цукровий завод. А Новоселівка створена після революції 1917 року.
За рахунок молодих сімей, які одержували ділянки для садиб в Новоселівці, на яких вони будували житлові та господарські приміщення і поселилися там. До революції і довгий час після революції мешканці села Наталівки користувались послугами Теплівської лікарні, а з утворенням районної лікарні в м. Гребінці вони користувались і її послугами. В селі працює фельдшерсько-акушерський пункт.
Село Наталівка до 1791 року відносилось до Теплівської парафії Свято-Духівської церкви, аз 1791 року - до Олексіївської парафії Вознесенської церкви.
У 1902 році заснована та зведено приміщення земської початкової школи — однокомплектна з дворічним терміном навчання, що утримувалась на кошти Пирятинського земства. До Жовтневого перевороту тут учителював Іваницький Михайло Миколайович, а після перевороту, з 1923 до 1927 роки — учителювала Саєнко-Чернишова Ольга Миколаївна.
У січні 1918 року в селі встановлена радянська влада. У 1923 році Наталівка увійшла до складу Наталівської сільської ради Березоворудського району Прилуцького округу, з населенням — 1302 жителя.
12 червня 2020 року розпорядженням Кабінету Міністрів України
Наталівська сільська рада об'єднана з Гребінківською міською громадою.
17 липня 2020 року, в результаті адміністративно-територіальної реформи та ліквідації Гребінківського району, село увійшло до складу Лубенького району.